# 奥多耶夫
奥多耶夫（羅馬化：Odoyev）是俄罗斯图拉州的工人村（市级镇）、奥多耶夫区行政中心及最大聚居地，位于奥卡河支流乌帕河畔，地处图拉州西部，在州府图拉西南方。
1959年设市级镇。该地2021年人口有5,134人；2010年人口6,144；2002年人口6,571；1989年人口6,958。